# Милан Смиљанић
Милан Смиљанић (Калмар, 19. новембар 1986) је бивши српски фудбалер који је играо на средини терена. Син је бившег српског фудбалера и тренера Бранка Смиљанића.

## Клупска каријера
Прошао је све млађе селекције ФК Партизан, играо је прво за клупску филијалу Телеоптик, а први професионални уговор са београдским „црно-белима” је потписао у децембру 2004. године. За Партизанов први тим је дебитовао 26. марта 2005. на утакмици са Сутјеском. Свој први првенствени погодак за Партизан је постигао против Будућности у Подгорици, у децембру 2005.
Врло брзо је понео и капитенску траку, а након победе свог тима на стадиону Црвене звезде, поручио је домаћину да су „овом победом закључали „Маракану” и нека Звезда сада освоји титулу ако је није срамота“, што је изазвало негативне реакције у спортској јавности.
Каријеру је наставио у шпанском Еспањолу у јулу 2007. године. Био је стандардан у екипи за време тренера Ернеста Валвердеа, док у јесењој сезони 2009/10. није био лиценциран за утакмице у Примери, због правила која налажу да у екипи могу да буду само тројица странаца, односно играча који долазе из земаља ван Европске уније. Пролећни део сезоне 2009/10. провео као позајмљен играч у Спортингу из Хихона.
У јулу 2010. се вратио у Партизан на једногодишњу позајмицу. По истеку позајмице се вратио у Еспањол, убрзо и раскинуо уговор са шпанским клубом, након чега је 16. августа 2011. и званично постао Партизанов играч пошто је потписао двогодишњи уговор. Током свог другог мандата у црно-белом дресу освојио је три титуле првака (2011, 2012, 2013) и један Куп Србије (2011).
У мају 2013. као слободан играч потписао трогодишњи уговор са турским Генчлербирлигијем из Анкаре, где је за годину и по дана одиграо само четири такмичарске утакмице, већину у Купу Турске, па је у децембру 2014. раскинуо уговор са турским клубом.
Крајем јула 2015. потписао је једногодишњи уговор са израелским клубом Макаби Нетанја, уз клаузулу продужетка уговорне обавезе ако обе стране буду задовољне после 12 месеци. Каријеру је наставио у Аустралији, у екипи Перт глорија, али је већ након шест месеци дошло до прекида сарадње, пошто је клуб одлучио да раскину уговор с обзиром на велики избор играча у везном реду.
У јулу 2018. се вратио у Партизан. Провео је у клубу наредне четири сезоне али је имао углавном статус резервисте. Током свог трећег боравка у Партизану освојио је Куп Србије за такмичарску 2018/19. У лето 2022. је потписао за црногорског прволигаша Морнар из Бара. У јануару 2023. се вратио у српски фудбал и потписао за српсколигаша ОФК Београд.

## Репрезентација
Био је учесник Европског првенства 2007. у Холандији за играче до 21 годину, као и ЕП 2009. у Шведској, на којем је био капитен. Члан репрезентације Србије је био и на Олимпијским играма 2008. у Пекингу.
За сениорску репрезентацију Србије одиграо шест утакмица и постигао један гол. Дебитовао код селектора Хавијера Клементеа у августу 2007. против Белгије (2:3) у Бриселу, а последњи пут наступио код селектора Мирослава Ђукића, у мају 2008. против Немачке (1:2) у Гелзенкирхену.

## Трофеји

### Партизан
- Суперлига Србије (3): 2010/11, 2011/12, 2012/13.
- Куп Србије (2): 2010/11, 2018/19.